# 北西コーカサス語族
北西コーカサス語族（またはアブハズ・アディゲ語族）は、北コーカサス西部で話されているアディゲ語、アバザ語、カバルド語、ジョージア国内のアブハジア自治共和国で話されているアブハズ語、すでに死滅したウビフ語の5つの言語から成る。

## 下位言語
3つの下位グループに分けられる。
- チェルケス語派（英語版）――アディゲ語（西チェルケス語）、カバルド語（東チェルケス語）
- アブハズ・アバザ語派（英語版）――アブハズ語、アバザ語
- ウビフ語

ウビフ語は、1992年にトルコに暮らしていた最後の話者が亡くなり、死語となった。約4万人の話者を持つアバザ語も消滅が危惧される。

## 特徴
どの言語も、子音の数が非常に多いのに対して（ウビフ語は83の子音を持つ）、母音の数が少ないのが特徴的である。また、なべて膠着語であり、能格型の格標示を行う能格言語である。

## 他の言語・語族との関係
かつてアナトリアで話されていた非インド・ヨーロッパ語族のハッティ語との関連が議論されている。
チェチェン語やアヴァル語などを含む北東コーカサス語族（ナフ・ダゲスタン語族）との系統関係が有力視されている（北コーカサス語族）。他にもインド・ヨーロッパ語族との関係（ポンティック語族）の説がある。